# Bahnstrecke Strong–Bigelow
| Gesellschaft: | SR&RL               |                                       |                                       |
| Streckenlänge: | 45 km               |                                       |                                       |
| Spurweite: | 610 mm (2-Fuß-Spur) |                                       |                                       |
| |                     |                                       |                                       |
| Gleise: | 1                   |                                       |                                       |
| \| \| \| \| \| \| \| \| von Farmington \| \| \| \| 0 \| Strong ME \| Strong ME \| \| \| \| nach Marbles \| \| \| \| 10 \| Summit ME \| Summit ME \| \| \| 13 \| Salem ME \| Salem ME \| \| \| \| von Mount Abram \| \| \| \| 16 \| Mount Abram Junction ME \| Mount Abram Junction ME \| \| \| \| (früher Olivers Mills, North Freeman) \| \| \| \| \| von Alder Stream \| \| \| \| 24 \| Kingfield ME \| Kingfield ME \| \| \| \| West Branch River \| \| \| \| \| Carrabassett River \| \| \| \| 37 \| Spring Farm ME \| Spring Farm ME \| \| \| 39 \| Carrabassett ME \| Carrabassett ME \| \| \| 45 \| Bigelow ME \| Bigelow ME \| |                     |                                       |                                       |
| |                     |                                       |                                       |
| Strecke (außer Betrieb) |                     | von Farmington                        | von Farmington                        |
| Bahnhof (Strecke außer Betrieb) | 0                   | Strong ME                             | Strong ME                             |
| Abzweig geradeaus und nach links (Strecke außer Betrieb) |                     | nach Marbles                          | nach Marbles                          |
| Haltepunkt / Haltestelle (Strecke außer Betrieb) | 10                  | Summit ME                             | Summit ME                             |
| Bahnhof (Strecke außer Betrieb) | 13                  | Salem ME                              | Salem ME                              |
| Abzweig geradeaus und von links (Strecke außer Betrieb) |                     | von Mount Abram                       | von Mount Abram                       |
| Bahnhof (Strecke außer Betrieb) | 16                  | Mount Abram Junction ME               | Mount Abram Junction ME               |
| Strecke (außer Betrieb) |                     | (früher Olivers Mills, North Freeman) | (früher Olivers Mills, North Freeman) |
| Abzweig geradeaus und von links (Strecke außer Betrieb) |                     | von Alder Stream                      | von Alder Stream                      |
| Bahnhof (Strecke außer Betrieb) | 24                  | Kingfield ME                          | Kingfield ME                          |
| Brücke über Wasserlauf (Strecke außer Betrieb) |                     | West Branch River                     | West Branch River                     |
| Brücke über Wasserlauf (Strecke außer Betrieb) |                     | Carrabassett River                    | Carrabassett River                    |
| Haltepunkt / Haltestelle (Strecke außer Betrieb) | 37                  | Spring Farm ME                        | Spring Farm ME                        |
| Bahnhof (Strecke außer Betrieb) | 39                  | Carrabassett ME                       | Carrabassett ME                       |
| Kopfbahnhof Streckenende (Strecke außer Betrieb) | 45                  | Bigelow ME                            | Bigelow ME                            |

Die Bahnstrecke Strong–Bigelow ist eine Eisenbahnstrecke in Maine (Vereinigte Staaten). Sie ist rund 45 Kilometer lang. Die Strecke war in der Spurweite von zwei Fuß (610 mm) gebaut und ist vollständig stillgelegt.

## Geschichte
Nach Eröffnung der Bahnstrecke Farmington–Phillips durch die Sandy River Railroad 1879 bemühte sich die Stadt Kingfield an einen Anschluss an diese Bahn. Ein ortsansässiger Investor gründete daher 1883 die Franklin and Megantic Railroad. Die etwa 24 Kilometer lange Bahnstrecke nach Kingfield schloss in Strong an die Sandy River Railroad an und wurde am 10. Dezember 1884 fertiggestellt. Aufgrund des strengen Winters verschob man jedoch die offizielle Eröffnung auf das Frühjahr 1885.
Kurz danach beschloss die Bahngesellschaft, die Strecke entlang des Carrabassett River nach Bigelow zu verlängern. Man gründete eine Tochtergesellschaft, die Kingfield and Dead River Railway, und eröffnete die Strecke am 1. August 1894 bis Carrabassett und Ende 1898 bis Bigelow. 1908 fusionierten die beiden Bahngesellschaften mit anderen zur Sandy River and Rangeley Lakes Railroad, die ihrerseits von 1911 bis 1923 in Besitz der Maine Central Railroad war.
Der Fahrplan vom 8. Mai 1916 sah an Werktagen zwei Zugpaare Strong–Bigelow sowie ein Zugpaar Kingfield–Bigelow vor. Die Fahrzeit von Strong bis Bigelow betrug anderthalb Stunden, jedoch hielten die Züge in Kingfield zumeist mehrere Stunden.
Ab 1926 wurden die Personenzüge entweder als Dieseltriebwagen betrieben oder fuhren als Mixed Train. Gleichzeitig legte man den oberen Abschnitt der Bahn zwischen Carrabassett und Bigelow still. Am 8. Juli 1932 wurde der Gesamtverkehr eingestellt und die Bahngesellschaft beantragte die Stilllegung der Strecke. Nachdem ein Industriekunde der Bahn Einspruch gegen die Stilllegung eingelegt hatte, nahm die Gesellschaft am 17. April 1933 den Betrieb wieder auf. 1935 wurde die Stilllegung doch noch genehmigt und am 30. Juni 1935 verkehrte der letzte Zug nach Carrabassett. Die Gleise wurden bis zum Herbst 1936 vollständig abgebaut.

## Streckenbeschreibung
Die Strecke zweigt am Bahnhof Strong aus der Bahnstrecke Farmington–Marbles ab und führt nordwärts zunächst entlang eines kurzen Zuflusses des Sandy River. Über einen Höhenzug erreicht die Trasse bei Salem den West Branch River, an dessen südlichem Ufer die Strecke nordostwärts bis Kingfield verläuft. Die Bahnstrecke überquert hier den Fluss, der in Kingfield in den Carrabassett River fließt und führt nun wieder nordwärts am Carrabassett entlang. Zwischen Kingfield und Carrabassett Valley überquert die Strecke den Fluss auf einer eisernen Brücke, die nach der Stilllegung der Bahn abgerissen wurde. Nördlich der Brücke verlaufen heute die Iron Bridge Road und die Claybrook Road auf der Bahntrasse. In Carrabassett Valley wird die Bahntrasse heute durch die Gauge Road, die Oxford Road und die Houston Brook Road genutzt. Nördlich von Carrabassett biegt die Strecke zusammen mit dem Flusstal nach Westen ab und verläuft nun nördlich des Flusses bis Bigelow, wo noch heute die Bigelow Station Road von der früheren Anwesenheit der Bahn zeugt.

## Anhang